# St. Martin (Göflan)

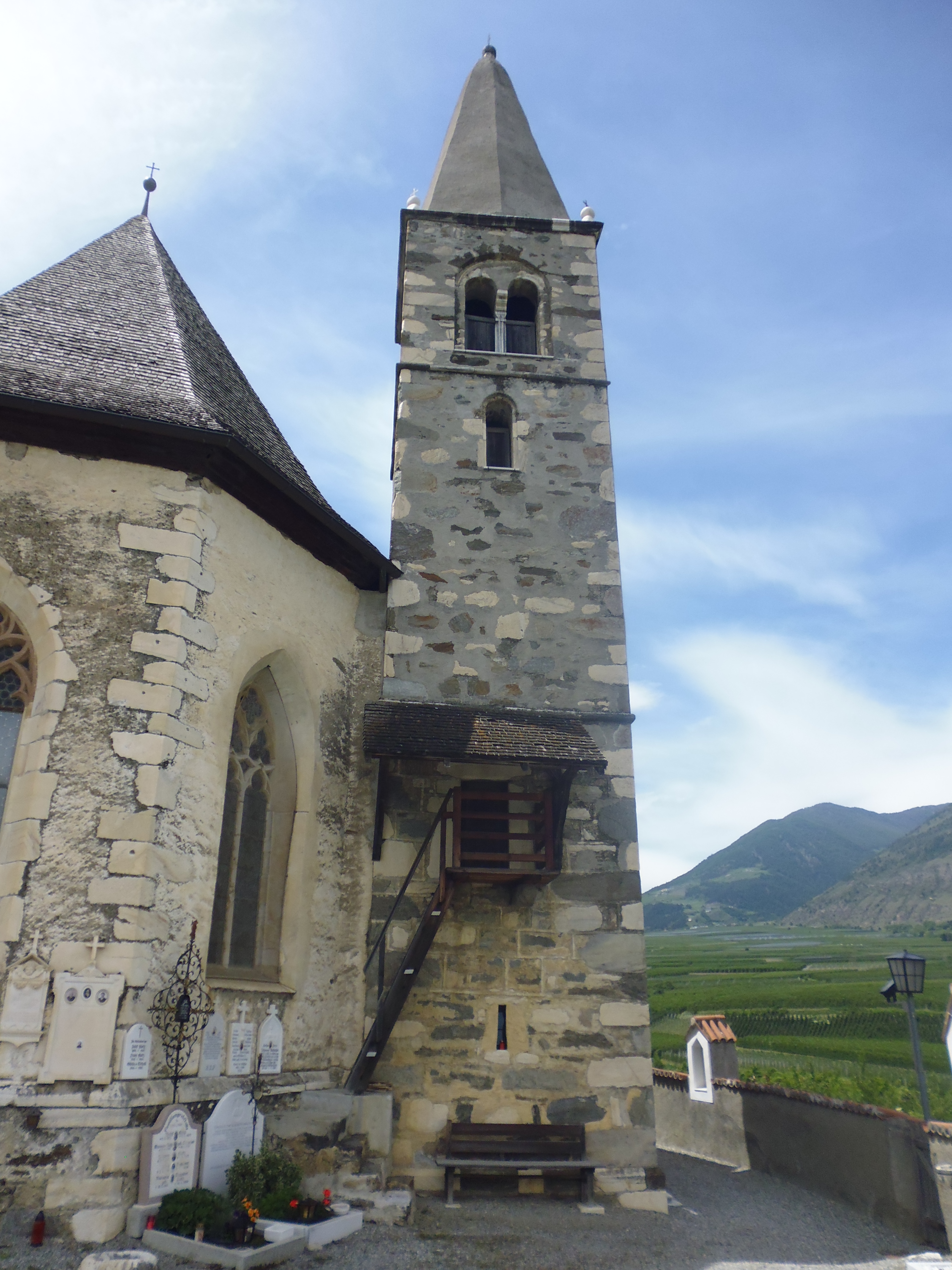
Filialkirche St. Martin in Göflan

Die Filialkirche St. Martin mit dem dazugehörenden Friedhof in Göflan, einer Fraktion der Marktgemeinde Schlanders, ist eine der ältesten christlichen Kultstätten im Vinschgau (Südtirol). Die Kirche ist dem fränkischen Nationalheiligen, dem Bischof von Tours, geweiht und reicht mit ihren Ursprüngen bis weit in das erste Jahrtausend zurück. Ehemals eine Eigenkirche der Herren von Wanga, gehörten zu ihr Höfe in Göflan, am Nördersberg, am Sonnenberg und im hinteren Schnalstal.
Eine erste urkundliche Erwähnung datiert aus dem Jahre 1212, als die Kirche im Wege einer Schenkung an den Deutschen Ritterorden überging. Ein Chorschrankenfragment aus weißem Marmor, das östlich der Kirche ausgegraben wurde und heute den Aufgang zur Empore ziert, verweist jedoch bereits ins Frühmittelalter.

## Bauwerk
Als älteste Bauteile gelten der Glockenturm und die Langhaus-Nordwand, die beide mit Ablassurkunden von 1281, 1295, 1310 und 1311 nachgewiesen werden können. Der bestehende, spätgotische Neubau ist ebenfalls über Ablassurkunden auf das Jahr 1465 zu datieren. Mit einer Bauinschrift im Inneren ist die Vollendung des 25 Meter langen und 11 Meter breiten Kirchengebäudes für das Jahr 1474 dokumentiert. Der Polygonchor endet in einem Drei-Achtel-Schluss und geht bruchlos auf das Langhaus über. Er ist mit Sockelschrägen, Eckquaderketten und Fenstergewänden aus weißem Göflaner Marmor ausgestattet. Das Sternrippengewölbe über Konsolen im Innenraum besteht ebenfalls aus weißem Marmor. Dieses überspannt den triumphbogenlosen Einheitsraum mit insgesamt vier Schlusssteinen in Figurenform.
Im frühen 17. Jahrhundert fand eine Erweiterung statt, von der eine Inschrift über dem Westportal berichtet;

„LAUS DEO ANNO DOMINI 1632“

Gleichzeitig mit dieser Baumaßnahme wurde die Sakristei vergrößert und um ein Joch erweitert.

## Ausstattung

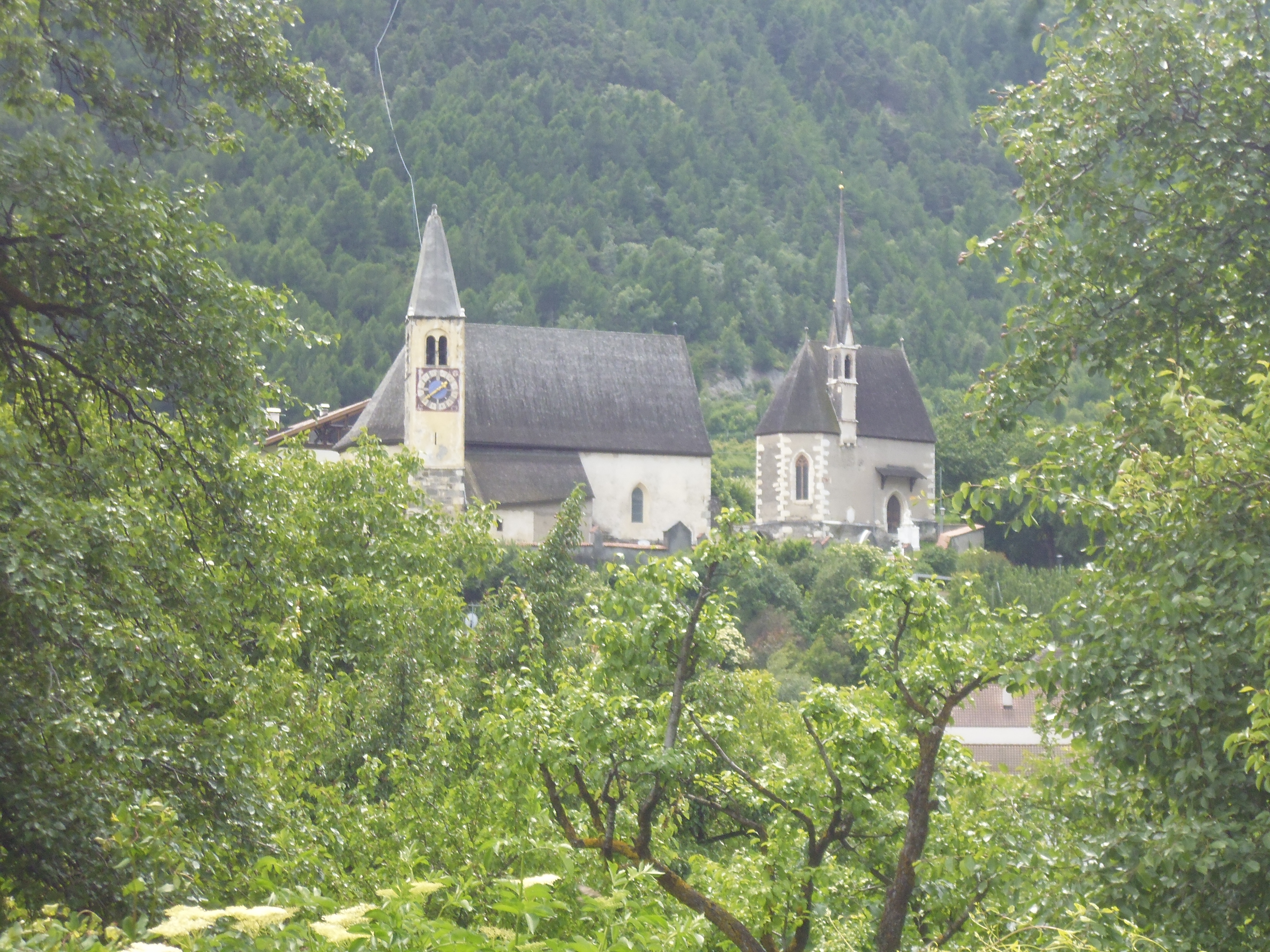
St. Martin (links) und St. Walburga (rechts)

Im Altarraum befindet sich ein außergewöhnliches Altarensemble, das teils aus der Spätgotik des ausgehenden 15. Jahrhunderts bzw. dem Beginn des 16. Jahrhunderts, teils aus dem Frühbarock stammt. Im Zentrum befindet sich der Hochaltar, der dem heiligen Martin geweiht ist. Eine eingeritzte Inschrift verweist auf das Jahr 1476 als dem Jahr der Vollendung des gegenwärtigen Bauwerks. Der Mittelschrein, der in das frühbarocke Säulenretabel von 1635 integriert ist, zeigt den Kirchenpatron auf einem Pferd, wie er seinen Mantel teilt. Dahinter sind zwei Engel zu sehen, die ein Ehrentuch halten. Die dazugehörenden Altarflügel befinden sich nicht mehr an Ort und Stelle, sondern zieren den Wolfgangsaltar an der südlichen Chorwand. Auf ihnen ist die einzige, mehrszenige Martinsvita in ganz Tirol zu sehen. Sie werden Hans Weiss aus Schwaben zugeschrieben, der seine Werkstatt in Meran hatte.
Die Weihe des Wolfgangsaltars ist für den 28. Oktober 1479 urkundlich bezeugt. Im dreifigurigen Mittelschrein befindet sich der Titularheilige, flankiert von der heiligen Ursula und Johannes dem Täufer. Auf den beiden, nicht mehr vorhandenen Flügeln dürften einst auch Johannes oder Wolfgang abgebildet gewesen sein.
Ein dritter Altar befindet sich dem Wolfgangsaltar gegenüber, der Walburgaaltar von Jörg Lederer. Er stammt aus der benachbarten Walburgiskirche und sitzt über einer barocken Mensa. Dieser Altar ist mit dem Mittelschrein, den Schreinfiguren, einer Kreuzigungsgruppe und den unteren Flügelhälften nur noch teilweise vorhanden. Die Flügelaußenseiten zeigen die Herrenpassion (Geißelung, Annagelung, Dornenkrönung und Kreuztragung), während die Innenseiten dem Leben der Maria gewidmet sind. Diese beziehen sich auf die im Schrein zentral postierte Maria mit dem Kind, die von der heiligen Walburga und der heiligen Elisabeth von Thüringen flankiert sind. Die Predella fehlt leider. Der Bau des Retabels lässt sich auf 1517 datieren. Das Vesperbild aus Steinguss am Walburgaaltar stammt aus dem 15. Jahrhundert.
Ein viertes, nur noch in Fragmenten erhaltenes Retabel besteht aus einem Flügelrelief mit einer Weihnachtsszene, das für gewöhnlich an der nördlichen Langhauswand hängt. Zur Weihnachtszeit wird es abgenommen und am Hochaltar aufgestellt.
Aus der Vorgängerkirche hat sich noch eine Kreuzigungsgruppe erhalten, die auf das 14. Jahrhundert zurückgeht.

## Anmerkung
Die Kirche ist verschlossen und nur während der Gottesdienste bzw. auf Anfrage beim Tourismusbüro Schlanders zugänglich.